# Nic
Nic je podle Ottova naučného slovníku pojem nevymezitelný. Je to záporný pojem, který získává význam teprve svým protikladem – něco.

## Dělení
Ve filosofii se pojem nic neklade na úroveň pojmu bytí. Nic je pouze jeho jakýmsi výpadkem, a proto je také jeho pojem vytvořen popřením bytí. Zpravidla rozlišujeme absolutní/negativní nic, jehož význam se zakládá na popírání skutečnosti i možnosti, zatímco relativní/pozitivní nic popírá jen skutečnost, ne však možnost jsoucího, což je případ známého výroku „Bůh vytvořil svět
z ničeho“. Bytí a nic tedy spolu tvoří nejzákladnější protiklad, jaký existuje. Svůj výraz nachází také v logice, přesněji v zásadě sporu (princip sporu, princip kontradikce).

## Filosofická tradice pojmu nic
I přesto, že v minulosti i dnes je velmi obtížné obhájit myšlenku faktické existence absolutního nic na poli filosofie, tak tento pojem hraje
v evropské filosofické tradici svou roli. V předsokratovské filosofii nacházíme u Parmenida myšlenku nemožnosti absolutního nebytí, tedy nemožnosti jeho myšlení (myslet a být je totéž). Avšak právě prázdný prostor (v tomto případě ho lze zařadit do pojmu nic) byl naopak důležitým předpokladem Démokritova atomismu, jelikož podle jeho filosofické koncepce se nekonečné množství atomů pohybuje v nekonečném prázdném prostoru. Aristotelés pak ve svém pojetí přechodu možnosti ve skutečnost vlastně absolutní nic vylučoval.
Formulace creatio ex nihilo se v křesťanské filosofii stala frází, která představuje názor, že stvoření světa je dílem všemohoucího Boha Stvořitele.
G.W.F.Hegel kladl na stejnou úroveň abstraktní pojmy bytí a nic, přičemž dialektickou jednotou obou pojmů je dění.
Martin Heidegger považoval termín nic za jediný, s jehož pomocí umí vy-mezit a definovat jednotlivé jsoucna (věc je to a to a jinak už nic).Varoval také před zneužitím pojmu nic moderní vědou.
U J.-P. Sartra je nic označením vědomí, protože vědomí (prvotně jsoucí-pro-sebe) jako takové nejprve musí „být“, aby vůbec mohlo začít reflektovat a poznávat věci okolí. Proto je zprvu závislé na tom, co neví, co v něm není.

## Přírodní vědy
V matematice prezentuje matematické prázdno, čili nic, číslo 0. Množina, která nemá žádné prvky, čili obsahuje nic, se nazývá prázdná množina.
Ve fyzice se prostor bez hmoty, kde není nic hmotného, nazývá vakuum. Prostor mezi galaxiemi s prázdným prostorem se nazývá prázdnota.
V biologii se ztráta životních funkcí, kdy dojde k úplné a trvalé ztrátě vědomí a rozpadu těla, které se tak navracejí do životní nicoty, nazývá smrt.